# Grapa (Białka Tatrzańska)
Grapa – część wsi Białka Tatrzańska w Polsce, położona w województwie małopolskim, w powiecie tatrzańskim, w gminie Bukowina Tatrzańska,
W latach 1975–1998 Grapa administracyjnie należała do województwa nowosądeckiego.